# Jack Bradbury
Jack Morin Bradbury  (Seattle, 27 december 1914 - 15 mei 2004) was een Amerikaanse animator en striptekenaar.

## Biografie
Jack Bradbury werd in 1914 geboren in Seattle, waar hij zijn jeugd doorbracht. Na in 1932 de highschool te hebben voltooid kon hij vanwege de Grote Depressie moeilijk aan een baan komen tot hij in 1934, op 20-jarige leeftijd, voor Disney begon te werken als assistent-animator. Hij werkte zich op tot animator en werkte aan films als Bambi, Fantasia en Pinokkio. In 1941 verliet hij de Disney Studio’s na de zogenaamde ‘Disney Animators’ Strike’, een staking om hogere lonen door de animators van de Disney Studio’s. Hij werkte korte tijd bij Warner Brothers en betrad in 1943 de wereld van de strip met zelfbedachte personages als Spencer Spook en Spunky. Hij trad in 1947 in dienst bij Western Publishing als illustrator. In 1950 verscheen in het maandelijkse blad Walt Disney’s Comics and Stories 113 zijn eerste Disneystrip, een Donald Duck-verhaal van 10 pagina’s (o.a. verschenen in DD 1997-34). Bradbury verving hier Carl Barks, vanaf 1943 verantwoordelijk voor een tien pagina’s tellend Donald-verhaal in dit blad. Barks liet dit werk in 1950 tijdelijk rusten om aan langere vervolgverhalen te kunnen werken en een van de vervangende verhalen werd getekend door Bradbury. Dit was het begin van een lange stroom verhalen van Bradbury in diverse Disneytijdschriften van Western Publishing. Tussen 1950 en 1963 verschenen van hem jaarlijks zo´n 40 nieuwe verhalen en pas in 1976 leverde hij zijn laatste, 635e verhaal aan deze studio. Ondertussen was Bradbury in 1963 weer in dienst getreden bij de Disney Studio’s, waar hij werkte aan het Disney Studio Program. Een inzakkende stripmarkt had er namelijk toe geleid dat Western Publishing haar productie drastisch verlaagde, wat weer leidde tot klachten van buitenlandse Disney-uitgevers dat er te weinig verhalen waren om hun tijdschriften mee te vullen. In reactie daarop zette Disney in 1962 het Disney Studio Program op, met als doel het produceren van verhalen speciaal voor de buitenlandse markt. Bradbury tekende verhalen hiervoor tot hij in 1978 moest stoppen wegens oogproblemen, waarna hij tot 1984 werkzaam bleef als schrijver.